# Кайназаров, Тулвай
Тулва́й Кайназа́ров (кирг. Толубай Кайназаров; 1900 год, село Татты-Булак — дата и место смерти не известны) — звеньевой колхоза «Эркин» Куршабского района Ошской области, Киргизская ССР. Герой Социалистического Труда (1948).

## Биография
Родился в 1900 году в крестьянской семье в селе Татты-Булак (ныне — Узгенский район Ошской области).
С 1933 года — разнорабочий колхоза «Эркин» Куршабского района.
С 1943 года участвовал в Великой Отечественной войне. После демобилизации в 1945 году возвратился в родной колхоз. С 1945 года возглавлял полеводческое звено.
В 1947 году звено Тулвая Кайназарова собрало в среднем по 31,72 центнеров пшеницы на участке площадью 18 гектаров. Указом Президиума Верховного Совета СССР от 26 марта 1948 года удостоен звания Героя Социалистического Труда с вручением ордена Ленина и золотой медали «Серп и Молот».
В 1960 году вышел на пенсию. С 1968 года — персональный пенсионер союзного значения. Проживал в родном селе.